# Agnes Henningsen
Agnes Kathinka Malling Henningsen (Ullerslev, 18 novembre 1868 – Copenaghen, 21 aprile 1962) è stata una scrittrice danese.

## Biografia
Rimasta orfana durante l'infanzia, crebbe con la sorella in un collegio nei pressi di Slagelse. Dopo un primo matrimonio con Mads Henningsen, da cui ebbe tre figli, ebbe una relazione con Carl Ewald, da cui ebbe il quarto figlio, l'architetto Poul Henningsen.
Dopo il divorzio si mantenne lavorando come parrucchiera, ma grazie all'aiuto di Herman Bang riuscì ad entrare nel mondo dell'editoria. Nel 1891 pubblicò alcuni racconti sul giornale København (sotto lo pseudonimo di Helga Maynert). Nel 1898 si trasferì a Roskilde, dove si dedicò interamente alla scrittura.
Nel 1899 pubblicò il suo primo romanzo, Glansbilledet, a cui seguì Strømmen. Dal 1900 iniziò a viaggiare e conobbe figure di spicco del panorama letterario e culturale scandinavo, tra le quali Gustav Wied, Holger Drachmann e Georg Brandes, che immortalò nella sua autobiografia, pubblicata in sei volumi tra il 1941 e il 1951.
Dopo una lunga permanenza in Polonia, nel 1901 pubblicò il suo primo romanzo di successo, Polens Døtre, incentrato sull'amore di due donne per lo stesso uomo. In quest'opera cominciò ad articolare le sue idee sulla sessuofobia che, secondo lei, affliggeva la società, sviluppando poi il suo pensiero al riguardo nella trilogia di romanzi erotici Kaerlighedens årstider (1927-1930), in cui incoraggiava l'amore libero e l'emancipazione femminile. In totale, fu autrice di una dozzina di romanzi e cinque opere teatrali portate al debutto tra il 1908 e il 1922. Quando la Danske Akademi fu istituita nel 1960, Henningsen fu una delle due scrittrici danesi a farne parte.
Morì nel 1962 all'età di novantatré anni.